# Don't Shoot the Messenger
Don't Shoot the Messenger es el primer EP lanzado por la banda Puscifer, cuyo líder es Maynard James Keenan, cantante de las bandas Tool y A Perfect Circle.

## Lanzamiento
Fue lanzado el 9 de octubre de 2007. Tres de las pistas del EP, habían sido previamente lanzadas como sencillos, "Trekka (Sean Beaven Mix)" fue la única que no había sido publicada. La canción "REV 22:20" fue parte ed la banda sonora del film Underworld, mientras que "REV 22:20 (REV 4:20 Mix)" fue parte de la banda sonora de la película Saw II, y la canción "The Undertaker (Renholdër Mix)" integró también la banda sonora de la secuela Underworld: Evolution.

## Lista de canciones
| EP  |                                  |          |  |
| N.º | Título                           | Duración |  |
| 1.  | «Trekka (Sean Beaven Mix)»       | 4:47     |  |
| 2.  | «REV 22:20»                      | 4:39     |  |
| 3.  | «The Undertaker (Renholdër Mix)» | 3:55     |  |
| 4.  | «REV 22:20 (REV 4:20 Mix)»       | 4:47     |  |